# Thomas Kandolf
Thomas Kandolf  (* 1. Dezember 1993 in Innsbruck) ist ein österreichischer Handballspieler.

## Karriere
Kandolf begann in Telfs Handball zu spielen. Im Alter von 14 Jahren wechselte der Rückraumspieler in die Jugendabteilung des HIT Innsbruck, für welche er später auch in der HLA auflief. Nachdem er mit den Tirolern in der Saison 2011/12 Vizemeister geworden war, nahm der Tiroler in der folgenden Saison an der ersten Runde des EHF-Cups teil. Als HIT Innsbruck und das ULZ Schwaz ab der Saison 2013/14 eine Spielgemeinschaft unter dem Namen Handball Tirol gründeten, lief der Linkshänder für diese auf. 2018/19 wurde er vom UHK Krems verpflichtet. In dieser Saison sicherte sich der Rückraumspieler das Double aus ÖHB-Cup und Meistertitel mit den Kremsern. Nach der Saison 2019/20 beendete er seine Karriere mit nur 26 Jahren.
Ab der Saison 2023/24 läuft Kandolf wieder für Handball Tirol auf. 2024/25 konnte er mit den Tirolern den österreichischen Pokalbewerb gewinnen.

## Erfolge
- UHK Krems
  - 1× Österreichischer Meister 2018/19
  - 1× Österreichischer Pokalsieger 2018/19
- Handball Tirol
  - 1× Österreichischer Pokalsieger 2024/25